# ستيفن كيلمان
ستيفن كيلمان (بالإنجليزية: Stephen Kelman)‏ هو كاتب بريطاني، ولد في 1976 في لوتن في المملكة المتحدة.